# 世界博物館

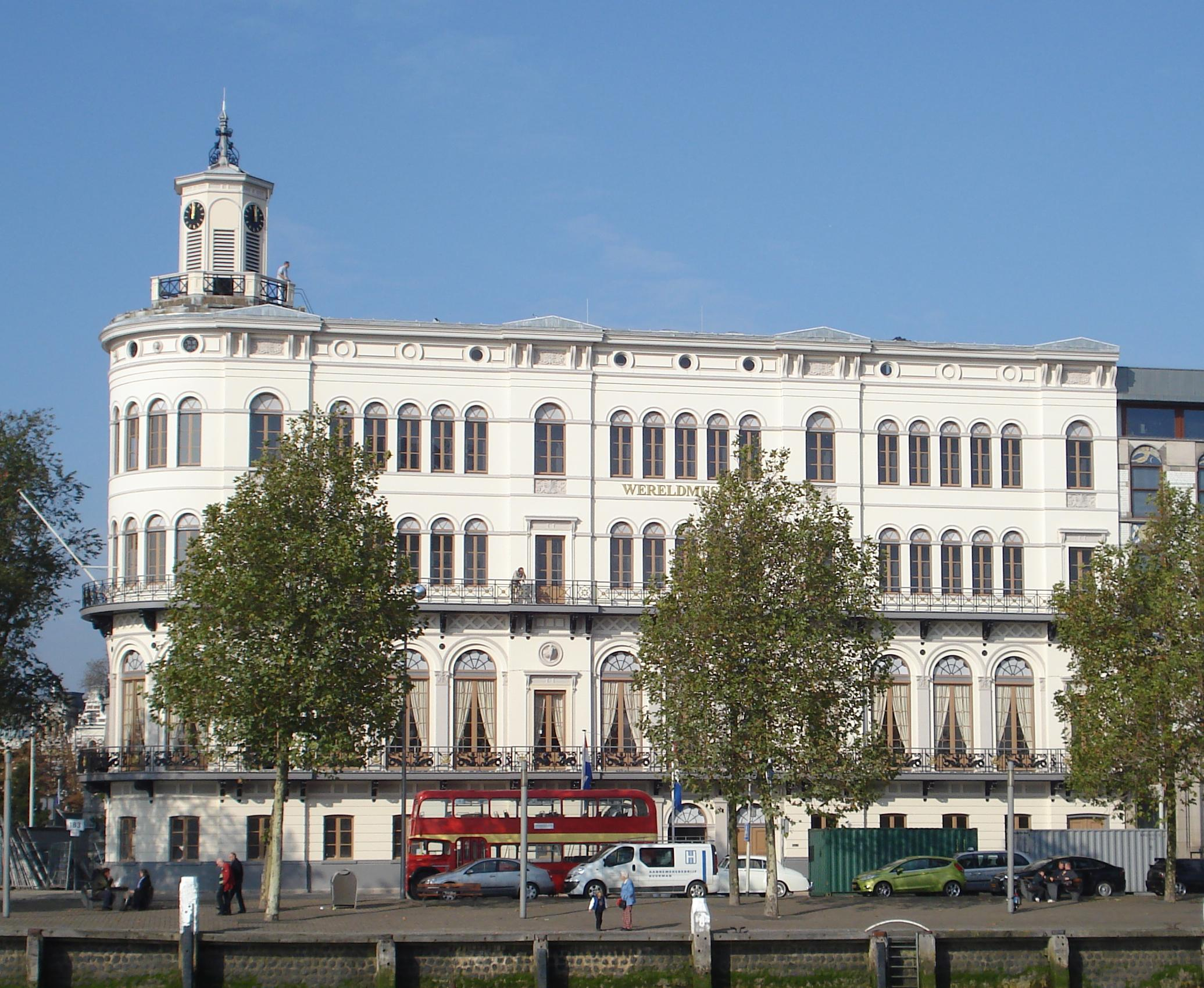
世界博物館

鹿特丹世界博物館（Wereldmuseum Rotterdam）是位於荷蘭鹿特丹的一座民族誌博物館。

## 历史
鹿特丹世界博物館創建於1883年，展示超過1800件來自世界各地的民族誌展品。博物館所在的建築則修建於1851年。2000年，博物館進行了全面翻修。2018年4月，博物館將再次進行裝修。

## 外部連結
- Wereldmuseum （页面存档备份，存于）, official website